# Esserval-Combe
Esserval-Combe foi uma comuna francesa na região administrativa de Borgonha-Franco-Condado, no departamento de Jura. Estendia-se por uma área de 1,76 km². Em 2010 a comuna tinha 17 habitantes (densidade: 9,7 hab./km²).
Em 1 de janeiro de 2016, passou a formar parte da nova comuna de Mièges.